# Asyndetus oregonensis
Asyndetus oregonensis är en tvåvingeart som beskrevs av Harmston 1966. Asyndetus oregonensis ingår i släktet Asyndetus och familjen styltflugor.
Artens utbredningsområde är Oregon. Inga underarter finns listade i Catalogue of Life.